# Mariola Wawrzusiak

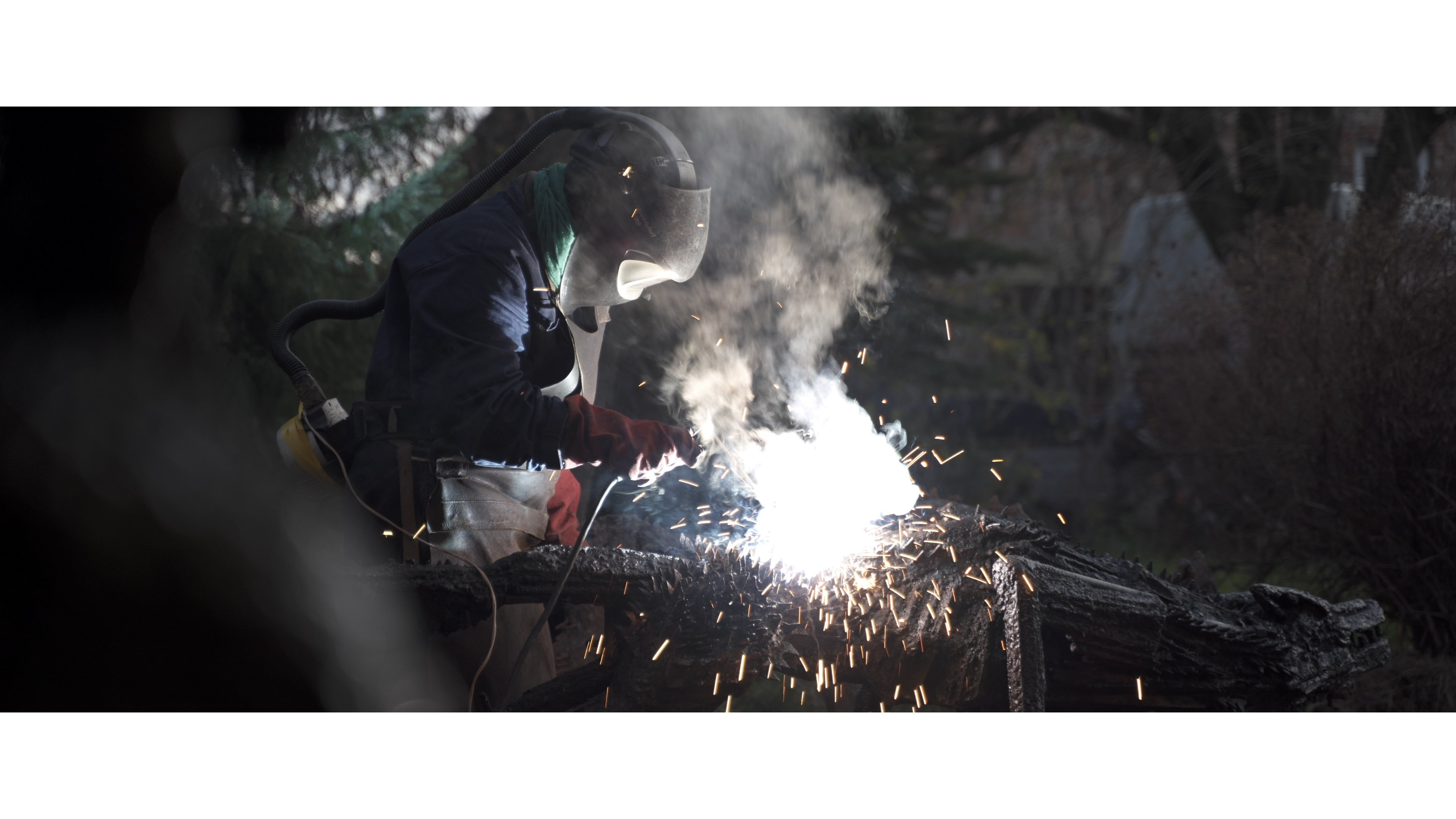
Mariola Wawrzusiak w trakcie spawania.

Mariola Wawrzusiak (ur. 29 marca 1971 w Rzeszowie) – polska rzeźbiarka, wykładowczyni Akademii Sztuk Pięknych im. Jana Matejki w Krakowie.

## Życiorys
Absolwentka Państwowego Liceum Sztuk Plastycznych im. Piotra Michałowskiego w Rzeszowie. W latach 1992–1997 studiowała na Wydziale Rzeźby Akademii Sztuk Pięknych w Krakowie i uzyskała dyplom z wyróżnieniem w pracowni prof. Józefa Sękowskiego. Od 1998 roku jest pracownicą naukowo-dydaktyczną na macierzystej uczelni, obecnie na stanowisku profesora nadzwyczajnego prowadzi Pracownię Rysunku I dla studentek i studentów II – V roku. Uzyskała stypendium Cultural City Network Graz (1998), Stypendium Miasta Krakowa (1999), Stypendium Ministra Kultury i Dziedzictwa Narodowego (2000).

## Lista wystaw indywidualnych
- 1998 – Debiut, Galeria Dziennika Polskiego, Kraków[6]
- 1998 – Psy i pieski, wraz z Rafałem Borczem, galeria ZAR, Kraków
- 2002 – Zdarzenie, ZiF Zentrum fur Intedisziplinare Forschung, Bielefeld, Niemcy.
- 2002 – Psi odjazd, wraz z Rafałem Borczem, Galeria Nizio, Warszawa[7]
- 2006 – Wilk, wraz z Rafałem Borczem, Galeria Bielska BWA
- 2007 – Wilk, Austriacki Konsulat Generalny, Kraków
- 2008 – Ludzkie i zwierzęce, wraz z Rafałem Borczem, SAPiK, Szczecinek
- 2011 – Instynkt[8],BWA Sieradz[9]
- 2012 – Relacje, Centrum Sztuki Współczesnej Solvay, Kraków[10]
- 2012 – Więzi i sploty, Miejska Galeria Sztuki, Częstochowa[11]
- 2013 – W cieniu człowieka, Galeria Cztery ściany, Kraków
- 2014 – Dzikie, BWA Sanok[12]
- 2015 – Wystawa rzeźby, sala wystawowa Stowarzyszenia Promocji Kultury i Sztuki Pogranicze TOTU, Rzeszów
- 2016 – Habitaty, BWA Rzeszów[13]
- 2016 – Interior, wraz z Barbarą Hubert, Galeria ZPAP, Rzeszów
- 2016 – Wystawa rzeźby towarzysząca obchodom 70-lecia Instytutu Odlewnictwa w Krakowie
- 2016 – Trzeci poziom zagrożenia, Vlask Gallery, Gandawa, Belgia.
- 2017 – Zwierzęta domowe, Galeria Sztuki Współczesnej we Włocławku[14]
- 2017 – Refugium[15], Galeria Sztuki Współczesnej w Suwałkach[16]
- 2018 – Bestiarium, Bałtyk/Concordia Designe Poznań[17]
- 2018 – Bestaiarium 2.0, SWPS Warszawa[18]
- 2018 – Dark Forest, Voeghel, Holandia[19]
- 2018 – Wystawa wraz z Rafałem Borczem Tam gdzie sowy śpią, BWA Olsztyn[20]
- 2018 – Już nie zaśniesz spokojnie, Galeria Extravagance, Sosnowiec[21]
- 2019 – Zapytaj zwierząt, Zamek w Przegorzałach[22]
- 2019 – Biosfera, Galeria R Wydziału Rzeźby Akademii Sztuk Pięknych w Krakowie[23]
- 2019 – Apparent silence, Vlask Gallery Gent, Belgia[24]
- 2019 – W moim ogrodzie, wystawa towarzysząca sympozjum GAP Rytro 2019[25]